# Arnold van Gennep
Charles-Arnold Kurr Van Gennep (24. dubna 1873 – 7. května 1957) byl francouzský antropolog, religionista a etnolog. Často se o něm mluví jako o zakladateli moderní francouzské etnologie.

## Život
Arnold Van Gennep se narodil roku 1873 v německém Ludwigsburku. Od roku 1879 ale pobýval ve Paříži, kde studoval lingvistiku, egyptologii, arabistiku, sociologii a dějiny náboženství přírodních národů. Roku 1897 odchází Van Gennep na čtyři roky do Polska, kde působí jako lektor francouzštiny. Později se vrací zpět do Francie, ve které pracuje jako tlumočník ve státní správě. V roce 1904 získává Van Gennep doktorát na Sorbonně na základě výzkumu tabu a totemismu na Madagaskaru a rozsáhlých prací o australských mýtech a legendách.
Roku 1912 se stěhuje do Švýcarska, kde je jmenován profesorem etnologie (volkskunde) na univerzitě v Neuchâtelu. Po třech letech profesury však z univerzity odchází kvůli své kritice neutrality Švýcarska za první světové války. Po svém odchodu z postu profesora sloužil Arnold Van Gennep ve francouzské armádě a následně byl krátce zaměstnán na francouzském ministerstvu zahraničí. Nakonec se však rozhodl usadit ve francouzském Bourg-la-Reine a živit se jako badatel na volné noze. Nikdy nepůsobil ve Francii v akademické funkci.

## Výzkum
Van Gennep sám sebe považoval hlavně za etnologa, respektive folkloristu. Z části byl ovlivněn sociologickou školou Émile Durkheima, kterou později v některých postojích kritizoval. Původně se zabýval studiem mimoevropských kultur, zejména australských a afrických, později však zkoumá hlavně folklorní tradice ve frankofonních zemích. Zřejmě i proto je jeho výzkum religionistiky založen hlavně na folkloristickém materiálu. Kromě řady deskriptivních prací publikoval také příspěvky ohledně metodologie. Zastával názor, že folkloristika nemá pracovat pouze s texty, ale také zkoumat sociální skupiny. Jeho nejznámějším dílem se stala publikace Přechodové rituály (Les rites de passage), vydaná v roce 1909. V té se Arnold Van Gennep zabývá studiem, popisem a klasifikací obřadů, které symbolizují přechod jedince či skupiny z jedné sociální pozice do druhé. Studiem tohoto tématu, které mu přineslo věhlas, se však později paradoxně přestal zabývat.  

## Dílo
Asi nejznámější dílo Van Gennepa je Les rites de passage (Přechodové rituály). Zabývá se v něm klasifikací rituálů, čímž zasahuje jak do etnologie, tak do religionistiky